# Hans Ringsdorff
Hans Friedrich Julius Ringsdorff (* 11. November 1887 in Beeck, heute Duisburg; † 7. Juni 1951 in Bad Godesberg) war ein deutscher Unternehmer. Er leitete von 1921 bis zu seinem Tod die Ringsdorff-Werke in Mehlem, einem heutigen Ortsteil des Bonner Stadtbezirks Bad Godesberg.

## Leben und Wirken
Ringsdorff war der Sohn des Unternehmers Johannes Friedrich Peter Ringsdorff (1853–1923) und dessen Frau Pauline geb. Röltgen (auch Paula; 1863–1939). Sein Vater hatte 1886 in Essen die Ringsdorff-Werke gegründet, die zunächst elektrische Kraft- und Lichtanlagen und schließlich eigens entwickelte Kohlebürsten herstellten. 1910 wurde das Unternehmen nach Mehlem in der damaligen Bürgermeisterei Godesberg auf ein leerstehendes Fabrikgelände verlagert, wo es 1914 bereits 400 Personen beschäftigte und sich zu einem weltweit führenden Kohlebürstenhersteller entwickelte. Hans Ringsdorff übernahm noch vor dem Tod seines Vaters als Generaldirektor die Leitung des bisher als Offene Handelsgesellschaft geführten Betriebs und wandelte ihn im Mai 1921 in eine Aktiengesellschaft um. Unter seiner Führung wurde 1923 mit ersten Versuchen zur Herstellung von synthetischem Graphit (Elektrographit) – bis zuletzt ein Hauptprodukt des Unternehmens – begonnen, mit denen feuerfeste und chemisch beständige Laborgeräte sowie Bleistifte und Elektroden hergestellt wurden.
Zum 1. Februar 1932 trat Ringsdorff in die NSDAP ein (Mitgliedsnummer 894.197). Im Frühjahr 1933 stellte er dem örtlichen Parteiverband ein Verwaltungsgebäude seines Unternehmens („Villa Rita“; Koblenzer Straße 4a) unentgeltlich zur Verfügung, das fortan als Adolf-Hitler-Haus genutzt wurde. Zudem ließ er dem Godesberger Bürgermeister Heinrich Alef außergewöhnlich hohe Zahlungen als Mitglied des Unternehmensbeirats zukommen. Die im Zuge der Einführung des nationalsozialistischen Führerprinzips in der Privatwirtschaft Anfang 1934 eingeführte Position eines Betriebsführers lehnte Ringsdorff mit Verweis auf seinen Gesundheitszustand ab und delegierte sie an ein Vorstandsmitglied. Ebenfalls in dieser Zeit stellte er als wissenschaftlichen Mitarbeiter den Physiker und vormaligen Rektor der Bonner Universität Heinrich Konen ein, der aus politischen Gründen in den Ruhestand versetzt worden war. 1934 wurde Ringsdorff für kurze Zeit einer von sechs Gemeindeältesten der Gemeinde Mehlem, bis diese im Jahr darauf nach Bad Godesberg eingemeindet wurde. Am 9. Mai 1935 wurde ihm vom Obersten Parteigericht der NSDAP aus unbekannten Gründen die Ämteraberkennung auf Lebenszeit ausgesprochen. In der Zeit des Nationalsozialismus wurde das Unternehmen, größter Industriebetrieb in der damals eigenständigen Stadt Bad Godesberg, mit seinen nunmehr 2.000 Mitarbeitern (Stand: 1938) als kriegswichtiger Betrieb eingestuft, in dem Kunst-, Beleuchtungs- und Scheinwerferkohle sowie Dichtungsmaterial produziert wurde. Im August 1935 wurde Ringsdorff im Zuge der Umwandlung der Ringsdorff-Werke zur Kommanditgesellschaft persönlich haftender Gesellschafter des Unternehmens. 1936 zählte der vormalige Kölner Oberbürgermeister Konrad Adenauer Ringsdorff zu denjenigen Personen, von denen er sich politische Unterstützung für die Rücknahme seiner Ausweisung aus dem Regierungsbezirk Köln erhoffte. Ab Anfang 1942 fungierte er im Rahmen der kriegswirtschaftlichen Kooperationsstrukturen als Ringführer der etwa 40 Elektrokohle- und Bürstenhalterfabriken in Deutschland, die er hinsichtlich Arbeitskräfteeinsatz und Produktionsverfahren kontrollieren und beraten sollte. Ende Februar 1945 bot Ringsdorff dem Schweizer Generalkonsul Franz-Rudolf von Weiss Räume in seinem Wohnhaus Rolandstraße 67 (1955–99 Residenz des US-Botschafters) an, der sie im darauffolgenden Monat als offiziellen Sitz des kriegsbedingt aus Köln verzogenen Generalkonsulats bezog und an der friedlichen Übergabe Bad Godesbergs an die amerikanische Besatzungsmacht mitwirkte.
Nach Kriegsende wurde Ringsdorff im August 1945 aufgrund seiner NSDAP-Mitgliedschaft durch die britische Militärregierung von der Unternehmensführung enthoben und sein Wohnhaus am 27. September 1945, sowohl seine eigenen als auch die Räume des Schweizer Generalkonsul(at)s, durch die britische Militärpolizei durchsucht. Sein wichtigster Fürsprecher im Zuge des Entnazifizierungsverfahrens war sein früherer Mitarbeiter Heinrich Konen, seinerzeit erneut Rektor der Bonner Universität. Erst wenige Monate vor Abschluss des Verfahrens im Frühjahr/Sommer 1947, im Rahmen dessen er als Mitläufer eingestuft wurde, konnte er an die Spitze seiner Firma zurückkehren. Im September 1948 stellte Ringsdorff als Syndikus des Unternehmens den früheren Diplomaten Alexander Werth ein, der Ringsdorffs Tochter Helge heiratete. Im Dezember 1949 musste er sein Wohnhaus (Rolandstraße 67) aufgrund einer Beschlagnahme durch die britische Besatzungsmacht räumen, da sie dem stellvertretenden US-Hochkommissar als Residenz zur Verfügung gestellt werden sollte. 1951 starb Ringsdorff unerwartet an den Folgen einer Operation. Anschließend übernahm sein Schwiegersohn Werth die Firma mit ihren damals 700 Mitarbeitern und führte sie bis 1971. Anfang der 1990er-Jahre fusionierten die Ringsdorff-Werke mit einem US-Unternehmen und wurden in SGL Carbon umbenannt. Heute hat das Unternehmen in Bad Godesberg rund 750 Mitarbeiter (Stand: 2018).

## Familie und Religion
Ringsdorff war von 1921 bis zur Scheidung im Jahre 1932 mit Hildegard geb. Schmeykal aus Prag verheiratet. 1934 heiratete er in Berlin Elfriede Gante († 1983). Beide traten in der Zeit des Nationalsozialismus aus der evangelischen Kirche aus und bezeichneten sich als gottgläubig, im Dezember 1947 traten sie wieder ein. Seine Tochter aus erster Ehe, Helga (auch Helge; * 1926), heiratete im Mai 1950 den späteren Leiter der Ringsdorff-Werke Alexander Werth. Sein Sohn Hans-Dieter (* 1923) fiel im November 1942 als Gefreiter in Russland. Aus zweiter Ehe hatte Ringsdorff eine weitere Tochter, Ines (* 1936).